# Eisenbahnfähre

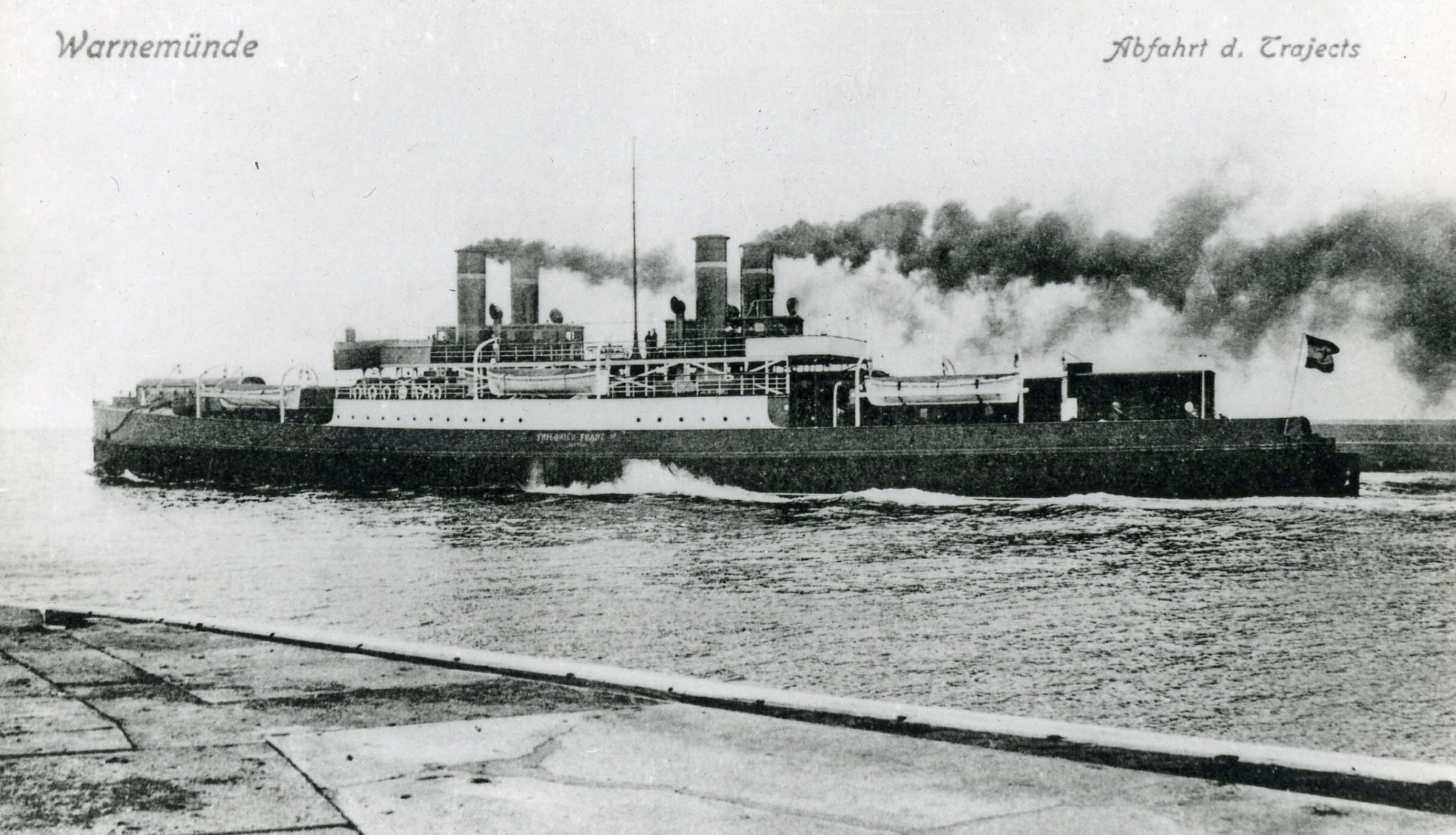
Die Friedrich Franz IV. war ein deutsches Eisenbahnfährschiff mit Schaufelradantrieb. Das Dampfschiff fuhr 1903–1926 auf der Linie Warnemünde–Gedser

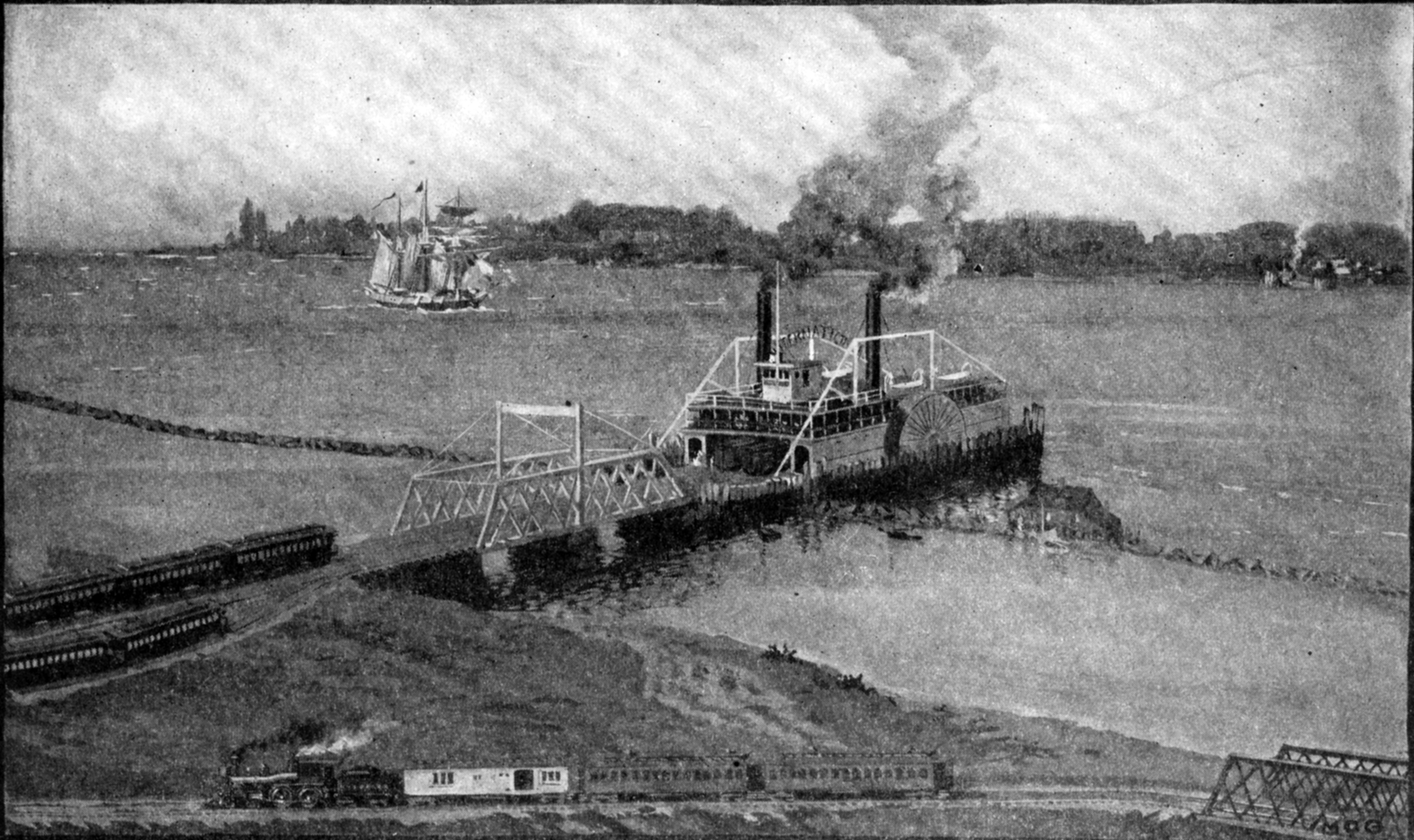
Flussfähre der Grand Trunk Railway 1852–1872

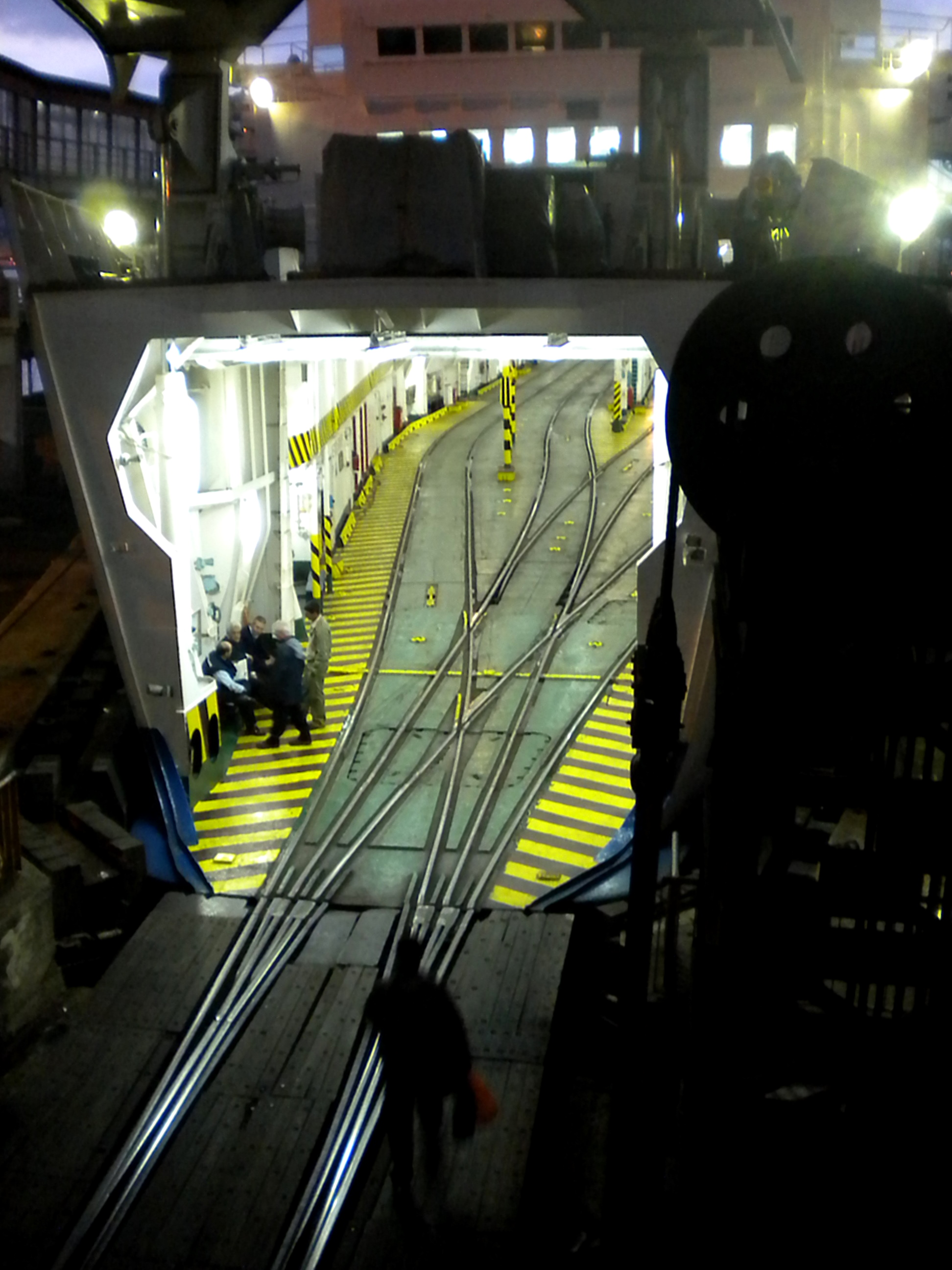
Ladedeck eines Eisenbahnfährschiffes über die Straße von Messina mit aufgelegter Fährbrücke

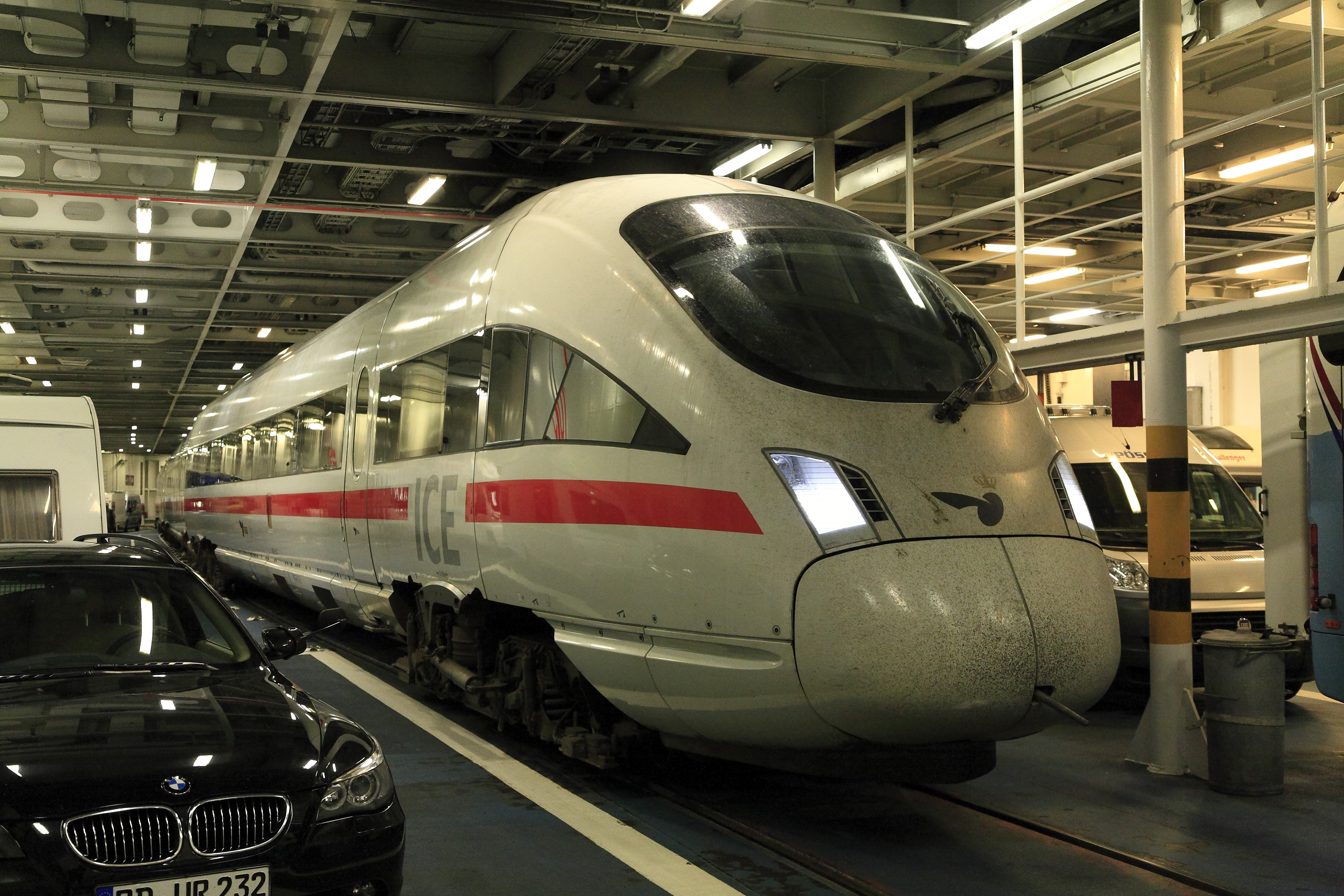
Dänischer ICE-TD auf einem Schiff der Vogelfluglinie

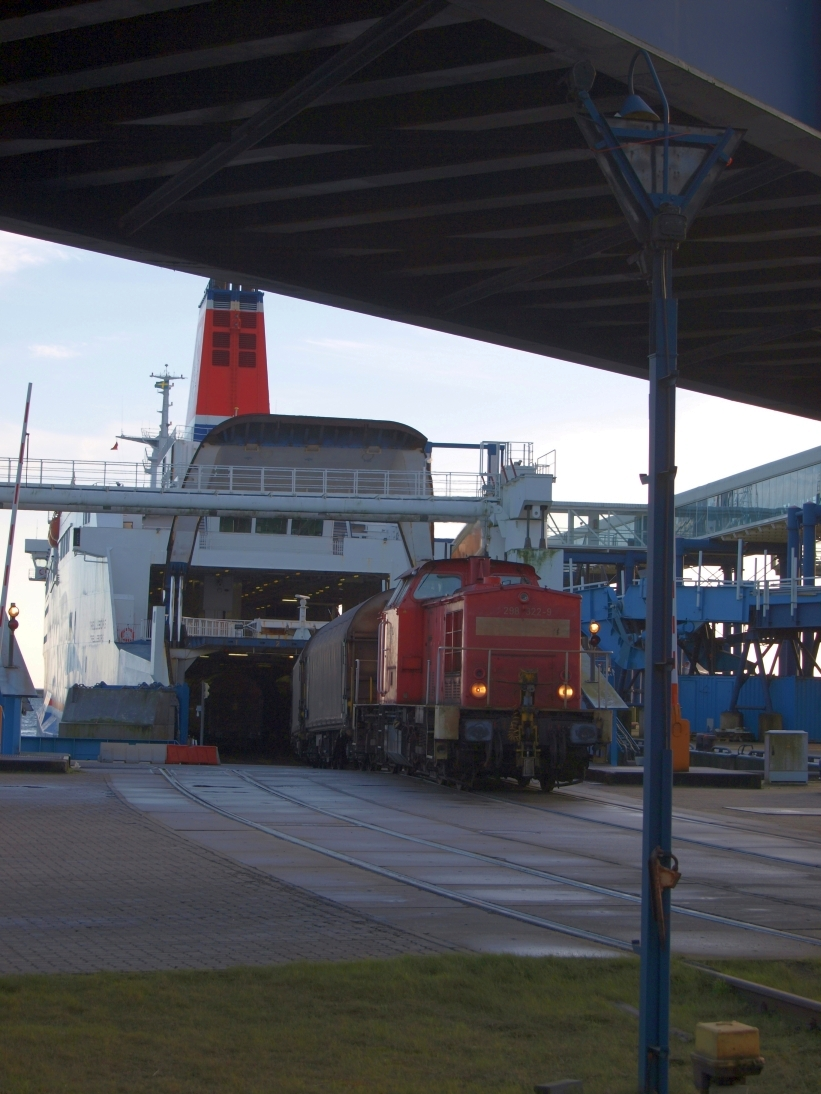
Entladung der Trelleborg in Sassnitz

Eisenbahnfähren (auch Eisenbahnfährschiffe oder Trajektschiffe genannt) sind für den Transport von Eisenbahnwagen auf Eisenbahnfährverbindungen entworfene Schiffe. Je nach Bauart und Einsatz des Schiffes werden Passagiere und Personenwagen, Güterwagen oder teilweise auch zusätzlich Kraftfahrzeuge befördert. Der Begriff Eisenbahnfähre gilt daneben auch als Synonym für die Eisenbahnfährverbindung oder Eisenbahnfährlinie als solche.

## Geschichte und technische Einzelheiten

### Bauliche Entwicklung
Das Eisenbahnfährschiff definiert sich als Schiffbautyp über seine Konstruktion zum Transport von Eisenbahnwagen, die auf eigenen Rädern rollend be- und entladen werden.
Das erste als Eisenbahnfähre genutzte Schiff wurde 1833 von der Monkland and Kirkintilloch Railway zum Transport von Kohlenwagen auf dem Forth and Clyde Canal genutzt. Drei Jahre später, im April 1836, nahm mit der Susquehanna die erste US-amerikanische Eisenbahnfähre ihren Dienst zwischen Havre de Grace und Perryville auf dem Fluss Susquehanna River auf.
Das erste Eisenbahnfährschiff moderner Prägung war die Leviathan, ein Schaufelraddampfer, der 1849/50 vom Ingenieur Thomas Grainger für eine Fährlinie der Edinburgh, Perth and Dundee Railway konstruiert wurde. Das Schiff nahm seinen Betrieb zwischen Granton und Burntisland über den Firth of Forth am 3. Februar 1850 auf. Die Entwicklung der Eisenbahnfähren vollzog seitdem zum einen die Weiterentwicklung des allgemeinen Schiffbaus, wie beispielsweise den Wandel des Schiffbaumaterials vom Holz über Eisen zum Stahl, nach und bildete darüber hinaus eigene typische Unterscheidungsmerkmale heraus.
Schon die Leviathan war ein Doppelendschiff, das ein Wenden des Schiffes beim Anlegemanöver erübrigte. Es besaß jeweils ein vorderes und achteres Ruder und eine von Thomas Bouch konstruierte Laderampe, die mit einer schiefen Ebene arbeitete, um den Tidenunterschied auszugleichen. Die Brücke bestand aus einem mittschiffs zwischen den beiden Schaufelradkästen angebrachteten Laufgang mit Steuerstand. Spätere Doppelendfähren erhielten Brücken an beiden Enden des Schiffs. Die Mehrzahl heutiger Eisenbahnfähren ist aufgrund der schnelleren Umschlagleistungen als Doppelendfähre konzipiert. Insbesondere solche Eisenbahnfähren, die auf längeren Verbindungen über offene See oder in besonders rauen Seegebieten eingesetzt werden, werden jedoch bis heute oft als größere Einendfähren mit Heckrampe gebaut. Im Gegensatz zu Fährschiffen für Kraftfahrzeuge verfügen Eisenbahneinendfähren wegen der erforderlichen Genauigkeit beim Einlaufen im Fährbett in der Regel über eine zusätzliche Heckbrücke.
Die Kapazität der Eisenbahnfähren wurde abhängig vom Verkehrsaufkommen und der Länge der zu befahrenden Fährlinie im Laufe der Zeit durch mehrere Entwicklungen vergrößert. Zum einen wurden die Schiffe als solche größer, zum anderen können Eisenbahnfähren mit einem oder mehreren Rolldecks und pro Deck mit einem oder mehreren parallelen Gleisen gebaut werden.
Die Leviathan verfügte über drei parallele Gleise. Kleinere Schiffe, insbesondere auf kurzen Strecken, wurden auch mit einem oder zwei parallelen Gleisen gebaut. Spätere Fähren besaßen meist drei oder vier parallele Gleise.

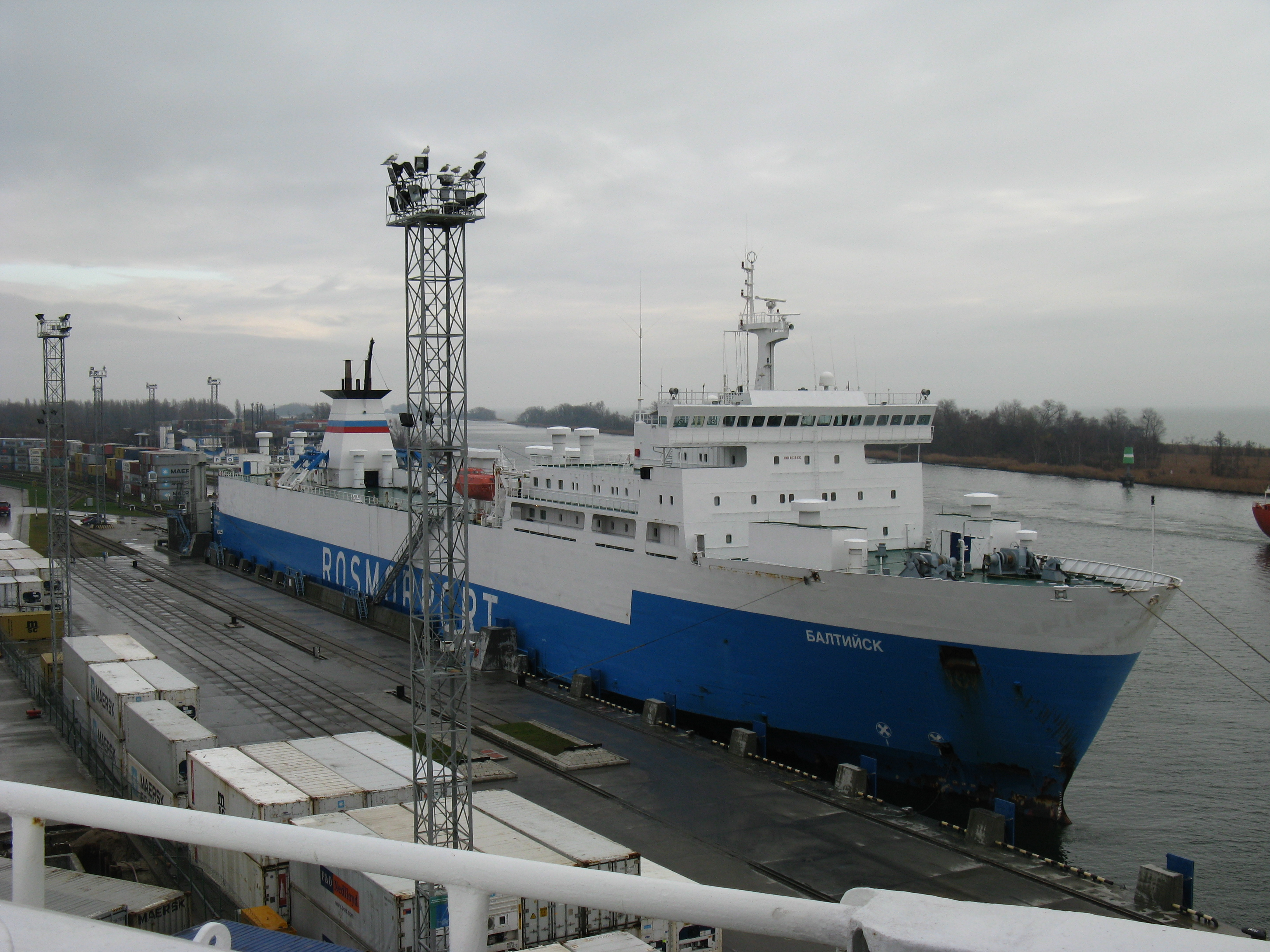
MS Baltiysk ex Railship II

Die ersten Eisenbahnfähren ähnelten noch flachen Prähmen, auf deren Oberdeck die Wagen gezogen wurden. Später entwickelte man Fähren mit zwei Decks, deren Beladung entsprechende Rampen (als Hafeneinrichtung oder an Bord) voraussetzte. Zusätzlich verfügen seegehende Mehrdeckfähren über Bug- oder Heckklappen zum seefesten Verschluss des entsprechenden Rolldecks. Im Jahr 1975 wurde mit der Railship I das erste Schiff mit drei Rolldecks in Betrieb genommen. Es folgten zwei weitere annähernd baugleiche Schiffe (Railship II und Railship III). Die Besonderheit dieser drei Schiffe war die Beladung über nur eine fünfgleisige Heckrampe, die Verteilung der Wagen innerhalb des Schiffes erfolgte mittels eines Doppelaufzuges. Darüber hinaus gibt es auch Fähren mit zwei Rolldecks und Rampe zur Beladung des Wetterdecks. Infolge des starken Anwachsens des Autoverkehrs wurden seit den 1950er-Jahren mehr und mehr Fährschiffe zusätzlich mit Ladedecks für Kraftfahrzeuge ausgestattet.
Eisenbahnfährschiffe erfordern eine deutlich engere Anpassung an die Landeinrichtungen, als das bei Fährschiffen für Straßenfahrzeuge der Fall ist. Zum einen sind die Fährbrücken bei Eisenbahnfährverbindungen in der Regel landfest, sie werden auf dem Schiff aufgelegt. Die Spurweiten an Land und auf dem Ladedeck müssen übereinstimmen. Zusätzlich müssen die Fahrkanten der Gleise mit nur geringen Abweichungen im einstelligen Millimeterbereich zueinander passen. Die Knickwinkel der Fährbrücke müssen ebenfalls enge Toleranzen einhalten. Eisenbahnfährbrücken sind deshalb in der Regel deutlich länger als beim Fährbetrieb für Straßenfahrzeuge und häufig auch mehrteilig. Zusätzlich sind die Eisenbahnfährschiffe häufig mit leistungsfähigen, automatischen Trimm- und Ballasteinrichtungen ausgestattet, um die unterschiedlichen Ladezustände auszugleichen. Die erforderliche Passung und Gleislage führt dazu, dass Eisenbahnfährschiffe in der Regel nicht auf mehreren Strecken eingesetzt werden können.
In einigen Ländern wie Dänemark oder Schweden wurden die Übergänge national genormt. Dazu gehören nicht nur die Aufnahmen für die Fährbrücke und die Gleisanordnung, sondern auch die Schiffsbreite. Ein Beispiel für ein auf mehrere Seestrecken ausgelegtes Fährschiff war das Motorfährschiff Warnemünde der Deutschen Reichsbahn von 1963. Ihr Bug und die Schiffsbreite von 17,70 m entsprach dem Dänischen Standard, während sie durch ausfahrbare Scheuerleisten achtern auf der Steuerbordseite über Heck die Standardfährbetten der SJ und DR anlaufen konnte.

### Antrieb
Man unterscheidet zwischen antriebslosen und selbstfahrenden Eisenbahnfähren.
Antriebslose Eisenbahnprähme, -schuten oder Trajektkähne finden sich vorwiegend auf geschützten oder geschlossenen Gewässern. Es gibt vereinzelt aber auch seegehende antriebslose Eisenbahnkähne. Allen gemein ist, dass sie von Schleppern oder Schubbooten bewegt werden. Eine Art Zwitter bilden ketten- oder seilgetriebene Fähren, deren Bahnführung durch die Kette bzw. das Seil bestimmt wird, an dem sie sich zwischen zwei Fährstellen bewegen.
Das Gros der Eisenbahnfähren verfügt über einen eigenen Antrieb. Aufgrund der besonderen Ansprüche hinsichtlich der Manövrierbarkeit hat es in der Entwicklung der Eisenbahnfährantriebe einige Sonderwege gegeben. Die ersten selbstfahrenden Eisenbahnfährschiffe waren Seitenschaufelraddampfer. Anders als bei herkömmlichen Dampfern dieser Bauart bestand ihr Antrieb zur Verbesserung der Manövrierbarkeit beim Wenden und Anlegen häufig aus zwei unabhängig voneinander steuerbaren Dampfmaschinen, die jeweils auf eines der Schaufelräder wirkten.
Die Einführung des Dieselmotors als Antriebsmaschine vollzog sich bei den Eisenbahnfähren verzögert, da verschiedene Nachteile des Dieselmotors zu überwinden waren. Dazu zählten ihr geringes Drehmoment bei niedrigen Drehzahlen und die Notwendigkeit des häufigen – mit Zeitverlust zur Kommandoübertragung verbundenen – Stoppens und Umsteuerns zur Richtungsänderung bei den An- und Ablegemanövern. Darüber hinaus muss ein Fährenantrieb häufig in verschiedenen – für den Dieselmotor ungünstigen – Fahrstufen betrieben werden. Lösungen für diese Probleme ergaben sich aus der Nutzung von Stufengetrieben mit Kupplungen, dem Einbau von Verstellpropellern und dieselelektrischen Antriebsanlagen.

### Manövriereinrichtungen
Schon die frühe Eisenbahnfähre Leviathan konnte ihre Manöver durch Ruder an Bug und Heck unterstützen, eine Eigenart, über die bis heute nahezu alle Doppelendfähren verfügen. Weitere im Laufe der Entwicklung zur Verbesserung der notwendigen Manövrierbarkeit eingeführte Mittel sind Antriebsanlagen mit mehreren unabhängig steuerbaren Propellern, der Einbau von Bug- und Heckstrahlrudern oder Antriebe mit Schottel-Ruderpropellern sowie Voith-Schneider-Antrieb.

## Galerie

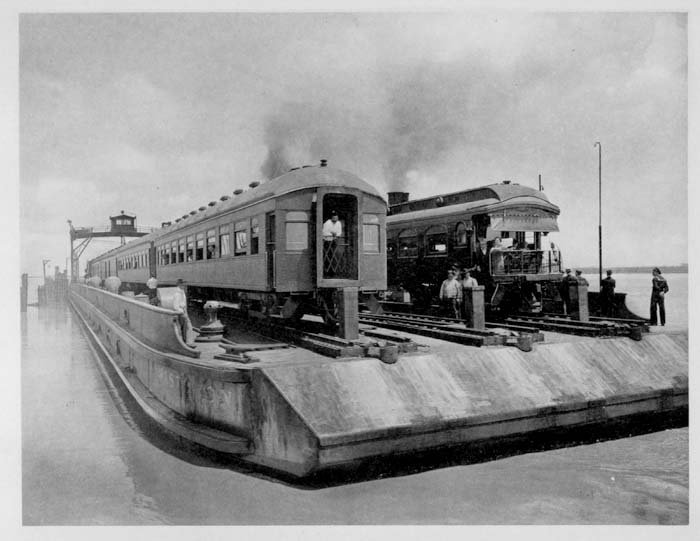
Mississippi-Flussfähre um 1920
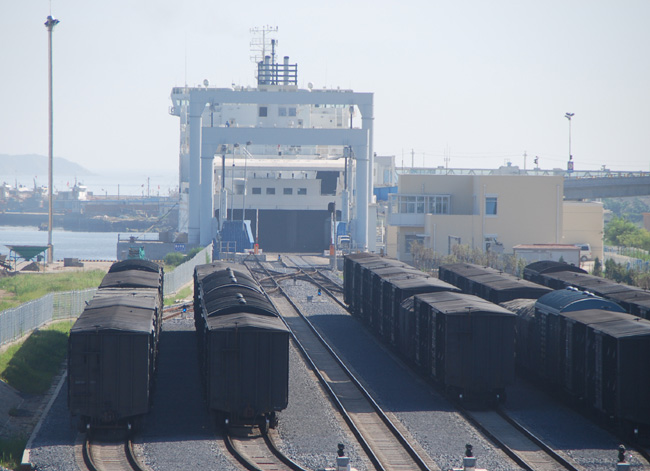
Eisenbahnfähre in China mit Vorstellgruppe und Fährbrücke
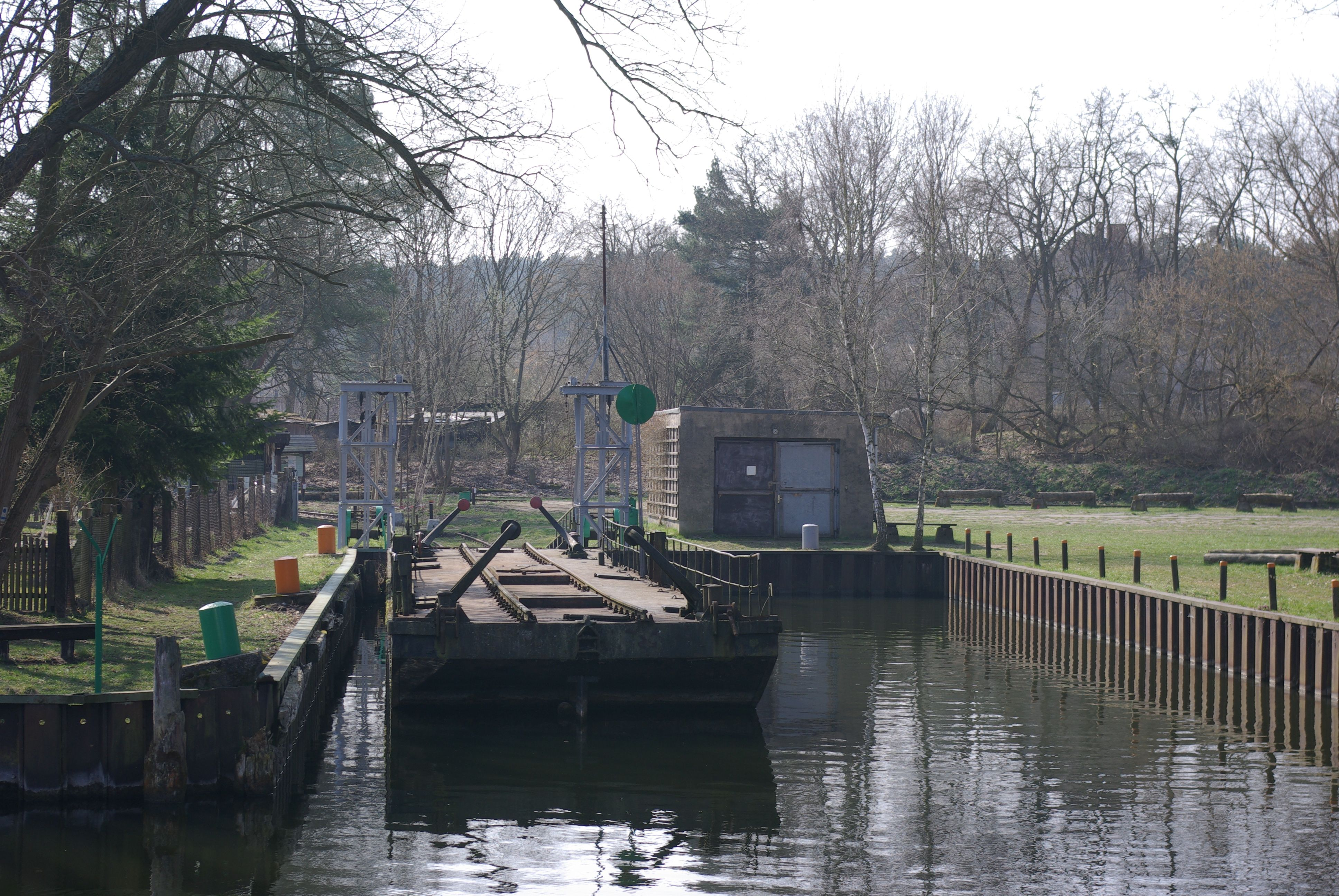
Eisenbahnfähre Fürstenberg (Havel)
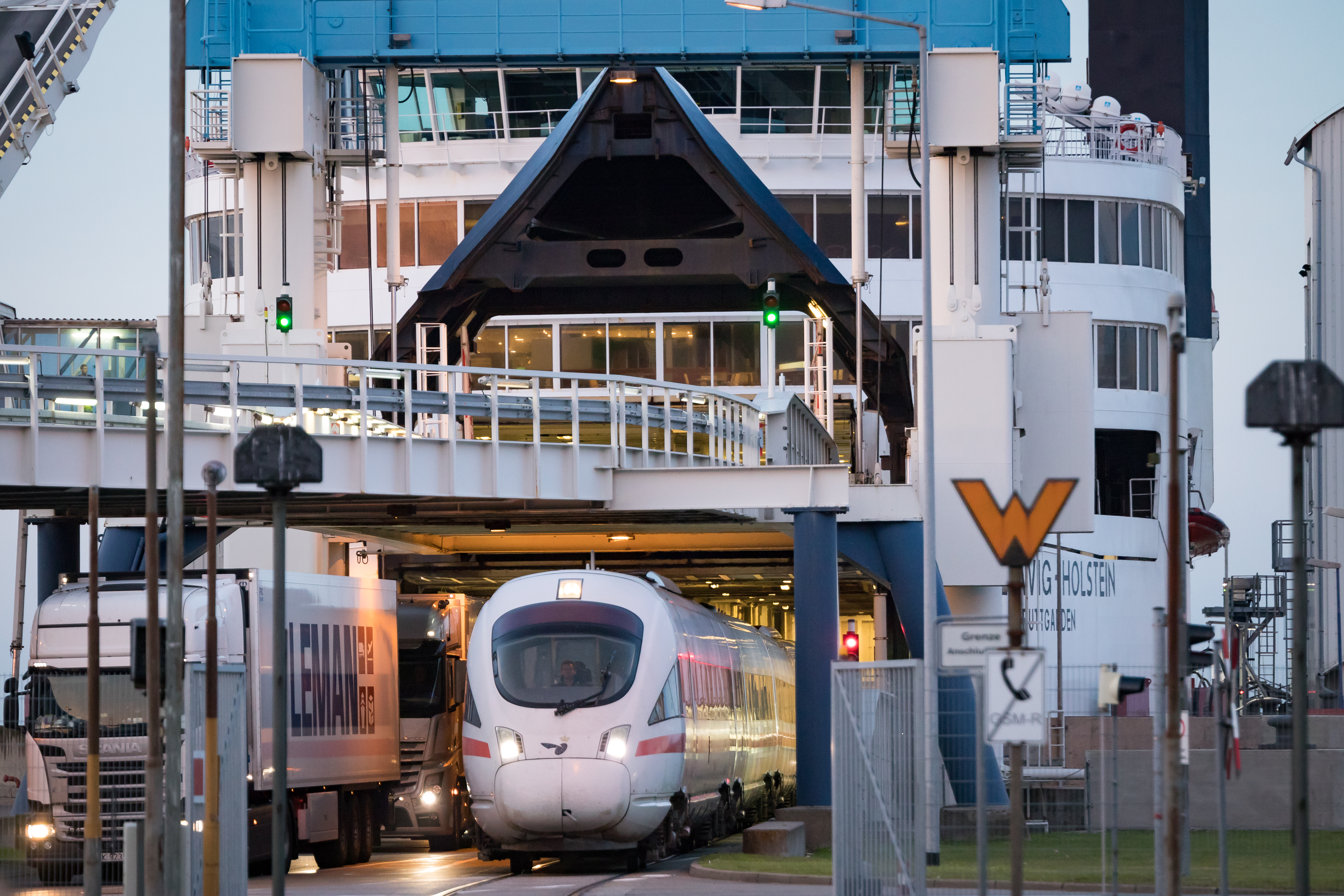
ICE bei der Entladung in Puttgarden
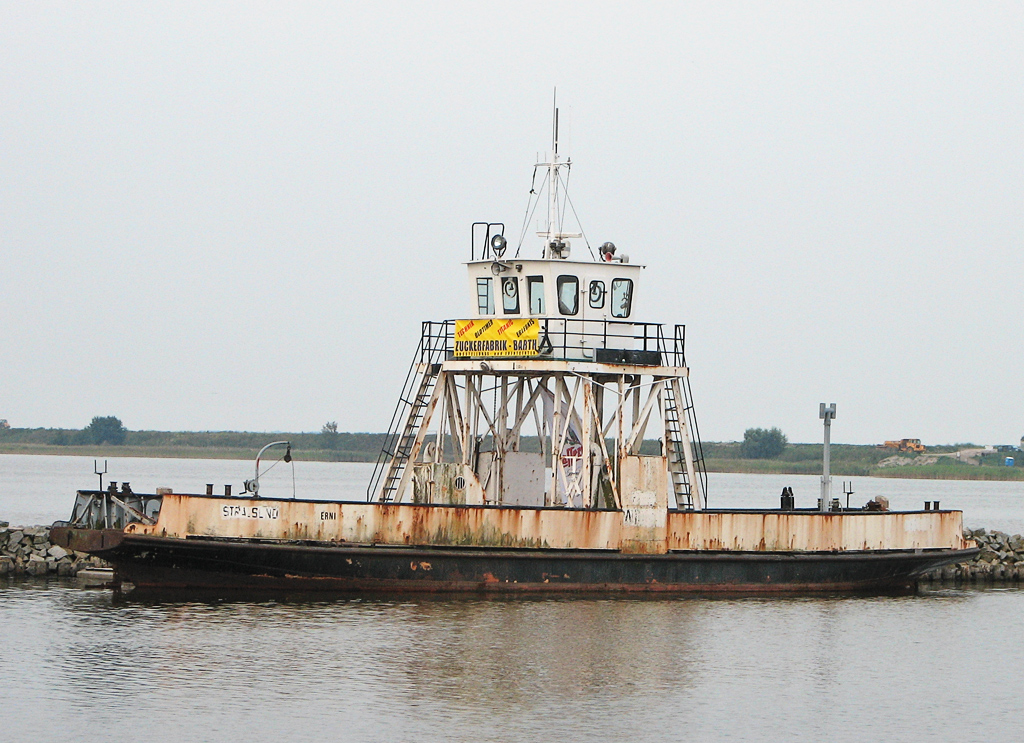
Fährschiff Wittow von 1895
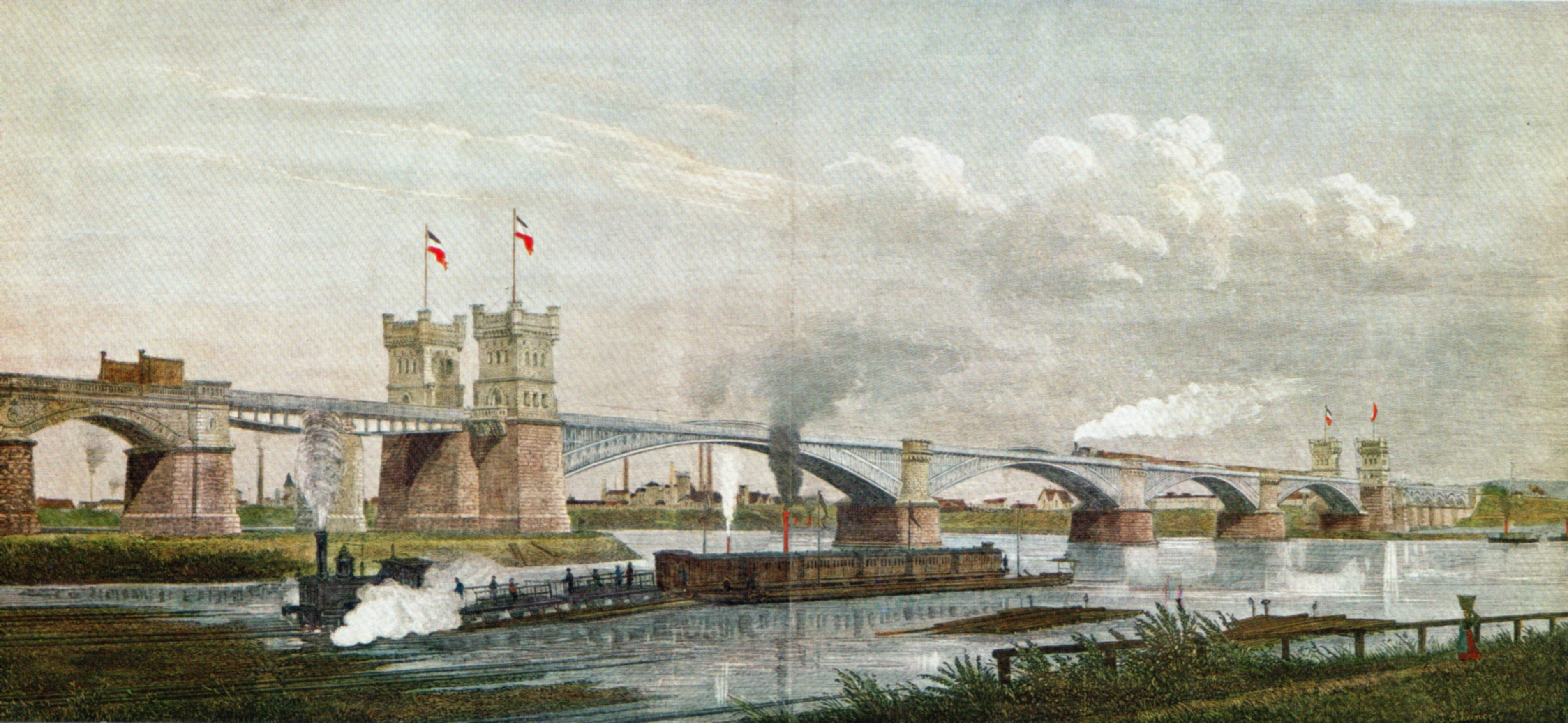
Trajekt Rheinhausen-Hochfeld (Duisburg) und neue Eisenbahnbrücke 1874

## Sonstiges
Die Bodensee-Trajekte waren vor der Fertigstellung der Bahnstrecken Stahringen–Friedrichshafen und Friedrichshafen–Lindau bedeutend, weil die Eisenbahnnetze Badens, Württembergs und Bayerns zuvor nur über den Bodensee miteinander verbunden waren.